# Giovanni Battista Casti
Giovanni Battista Casti (Acquapendente 29 d'agost de 1724 - París 5 de febrer de 1803) va ser un poeta i llibretista italià.
Segons l'historiador Alexander Wheelock Thayer, Casti hauria estat el veritable instigador de Mozart contra Antonio Salieri.

## Biografia
Estudià al seminari de Montefiascone, on l'any 1747 va ser ordenat sacerdot. L'any 1762 s'establí a Roma; i va ser elegit per a l'Accademia dell'Arcadia amb el nom de Niceste Abideno. A Roma, Casti publicà I tre giuli, un recull de 216 sonets endecasílabs. El 1765 es traslladà a Florència, el 15 de desembre de 1769 va ser nomenat poeta de la Cort de Leopold II d'Àustria per la seva obra de gran èxit, Poesie liriche .
Quan el comte Franz Xaver Orsini-Rosenberg va ser reclamat a Viena, el 1772, Casti va figurar en el seu seguici.
A Àustria Casti va haver de seguir a Joseph Kaunitz en les seves missions diplomàtiques hi per això va estar a Berlín, Estocolm i Copenaghen. El maig de 1776 va residir un temps a Sant Petersburg. Caterina II de Rússia l'expulsà per l'obra Poema tartaro, que era una sàtira contra la Zarina.
Va estar també a Espanya i Portugal i el 1784,a Viena, va tenir gran activitat llibretística: per a Giovanni Paisiello va produir el libretto de l'òpera Il re Teodoro in Venezia. L'any següent per Antonio Salieri va escriure La grotta di Trofonio, drama buffo. Igualment per a Salieri va escriure la sàtira Prima la musica e poi le parole.
l'any 1798, va decidir retirar-se a París i allà va publicar la primera edició del seu famós Gli animali parlanti, que va influir en l'òpera de Giacomo Leopardi: els Paralipomeni alla Batracomiomachia.

## Llibrets
- Lo sposo burlato (opera buffa; música de Giovanni Paisiello, 1778)
- La finta amante (opera còmica; música de Giovanni Paisiello, 1780)
- Il re Teodoro in Venezia (drama eroicòmic; d'un passatge del Càndid de Voltaire; musicat per Giovanni Paisiello, 1784)
- La grotta di Trofonio (musica d'Antonio Salieri, 1785)
- Prima la musica e poi le parole (divertimento teatral; musica d'Antonio Salieri, 1786, i Giovanni Paisiello)
- Il re Teodoro in Corsica (drama; música del 1786-7)
- Cablai, gran Kan de' tartari (drama, basat en Il poema tartaro de Giovanni Battista Casti; música d'Antonio Salieri, 1788)
- Venere e Adone (cantata; música de Joseph Weigl, 1791)
- Catilina (drama, basat en Rome sauvé de Voltaire; música d'Antonio Salieri, 1792)
- Li dormienti (drama; música d'abans del 1796)
- Orlando furioso (drama; música d'abans del 1796)
- Rosamonda (Rosmunda) (drama; d'abans del 1796)
- Bertoldo (drama)

## Òperes
- I tre giuli (recull de sonets satírics, 1762)
- Poesie liriche (1769)
- Il poema tartaro (poema, 1783)
- Gli animali parlanti (poema, 1802)
- Novelle galanti (pòsthuma, 1804)